# Lou Gehrig
Henry Louis "Lou" Gehrig (New York, 19 juni 1903 – aldaar, 2 juni 1941) was een Amerikaans honkballer bij de New York Yankees.
Hij was een van de spelers die behoorde tot het negental van de 20e eeuw. Zijn bijnaam was 'The Iron Horse' vanwege zijn doorzettingskracht. Hij vertoefde zijn hele carrière bij de Yankees en was een van de beste spelers van de Major League. Toen zijn carrière bijna ten einde liep, bleek dat hij amyotrofe laterale sclerose (ALS) had. Gehrig overleed 17 dagen voor zijn 38e verjaardag aan zijn ziekte. ALS wordt sindsdien in de Verenigde Staten ook wel Lou Gehrig's disease genoemd.

## Statistieken
- Wedstrijden gespeeld: 2164
- Honkslagen: 2721
- Homeruns: 493
- Eerste wedstrijd: 15 juni 1923
- Laatste wedstrijd: 30 april 1939

- Biblioteca Nacional de España: XX5596076
- Bibliothèque nationale de France: cb16073879n (data)
- Gemeinsame Normdatei: 132273063
- International Standard Name Identifier: 0000 0001 1639 8429
- Library of Congress Control Number: n78095624
- MusicBrainz: 44e785e9-b73a-4154-b3b2-fce6619fa127
- National Archives and Records Administration: 10583174
- Bibliotheek van het Japanse parlement: 00620717
- Nationale Bibliotheek van Tsjechië: xx0202415
- Nationale Bibliotheek van Israël: 987007434691005171
- Nederlandse Thesaurus van Auteursnamen: 190741481
- SNAC: w6bg2npb
- Virtual International Authority File: 50383126
- WorldCat: E39PBJfX3Jf7mbxfCvyr3pJv73